# 杨玺
杨玺，四川人，是一名清朝政治人物。
杨玺曾于1803年接替张敦仁任松江府知府一职，1803年由郑济焘接任。